# إيفيري بادي غان تو ذا رابتور
إيفيري غان تو ذا رابتور (بالإنجليزية: Everybody's Gone to the Rapture)‏ ، هي لعبة فيديو إلكترونية من نوع لعبة فيديو مغامرات وتصويب منظور الشخص الأول، أنتجا شركتي ذا شاينس روم وسانتا مونيكا ستوديوز ونشرها شركة سوني كمبيوتر إنترتنمنت سنة 2015م.